# Łupek łyszczykowy
Łupek łyszczykowy (Łupek mikowy) – skała metamorficzna, w skład której wchodzą przede wszystkim kwarc, skalenie i miki (łyszczyki).
Głównymi składnikami są miki przede wszystkim muskowit, rzadziej biotyt lub oba razem. Skalenie są zwykle reprezentowane przez plagioklazy, najczęściej albit lub oligoklaz. Podrzędnie, w zmiennych ilościach mogą występować: chloryt, chlorytoid, staurolit, granat, sylimanit, czasami epidot, aktynolit, hornblenda lub kalcyt i in. Minerały akcesoryczne, to turmalin, cyrkon, apatyt, monacyt, ilmenit, tytanit, rutyl.
Łupki łyszczykowe cechują się wyraźną foliacją oraz zwykle laminacją. Często są zafałdowane. Pospolite są w nich żyłki i soczewki kwarcowe, często zafałdowane lub zbudinowane.
Odznaczają się strukturą krystaliczną, blaszkową, ziarnistą, uporządkowaną, kierunkową teksturą i bardzo dobrą łupliwością. Barwa srebrzystoszara, jasnoszara, ciemnoszara, czasem szarozielonkawa, brunatna, szaroczerwonawa, ciemnoszara bądź niemal czarna, zwykle ze srebrzystym połyskiem. Minerały poboczne mogą tworzyć charakterystyczne guzki na powierzchniach foliacji.
Łupki mikowe powstają w wyniku przeobrażenia skał osadowych: m.in. łupków ilastych oraz mułowców, oraz niektórych skał magmowych w warunkach średniego stopnia metamorfizmu regionalnego, w temperaturze (od ok. 500 do 700 °C) i ciśnień (ok. 0,4-0,8 GPa) odpowiadających facji amfibolitowej (strefa metamorfizmu mezo). Często współwystępują z gnejsami, amfibolitami, kwarcytami, a także marmurami. W zależności od ilościowej przewagi miki (muskowitu lub biotytu) skały te dzieli się na łupki muskowitowe i łupki biotytowe.
Wykorzystywane były w lokalnym budownictwie, obecnie używane przy urządzaniu ogrodów.
Występują w starych masywach metamorficznych. W Polsce w Tatrach Zachodnich oraz Sudetach (Góry Izerskie, Pogórze Izerskie, Karkonosze, Rudawy Janowickie, Góry Sowie, Góry Orlickie, Góry Bystrzyckie, Masyw Śnieżnika, Góry Bialskie, Góry Złote, Jesioniki, Góry Opawskie) i na ich przedgórzu (Wzgórza Niemczańsko-Strzelińskie).